# إريك ف. هيرت
كان إريك إف. هيرت (1890-1952)، من إنجلترا، أحد هواة جمع الطوابع، وتم اختياره لقاعة المشاهير في جمعية هواة جمع الطوابع الأمريكية.
كان هيرت هاوياً لجمع الطوابع وطالبًا في تاريخ البريد منذ أن كان مراهقًا، وفي نهاية المطاف تخصص في دراسة طوابع البريد المحلية في العالم.

## أدب هواة جمع الطوابع
كتب هيرت باستفاضة عن موضوع جمع الطوابع، لكنه ركز جهوده الكتابية على البريد المحلي، مثل مقالته عن "خدمة البريد من وإلى جرينلاند" في ظل شركة جرينلاند الملكية. كما شارك في تأليف كتاب "شركة الدانوب للملاحة البخارية" مع زميلهِ الكاتب دينوود كيلي.
كما حرّر ونشر العديد من المجلات: "سجل هواة جمع الطوابع" ومجلة "سجل هواة جمع الطوابع المصور" المتخصصة في البريد المحلي. كما شارك مع ليون نورمان ويليامز وشقيقه موريس ويليامز في تأليف "فهرس أسعار طوابع البريد المحلية"، الذي وُسّع ونُشر لاحقًا تحت عنوان "دليل البريد المحلي الخاص" ضمن سلسلة "دليل هواة جمع الطوابع" لفريتز بيليج.

## التكريم
ادرج اسم إريك ف. هيرت في قاعة مشاهير الجمعية الأمريكية لهواة طوابع البريد في عام 1953.